# Я тебе ніколи не забуду
«Я тебе ніколи не забуду» (рос. «Я тебя никогда не забуду») — радянський художній фільм, поставлений на кіностудії «Ленфільм» в 1983 році режисером Павлом Кадочниковим.

## Сюжет
Щоб врятувати життя важкопораненому солдату, медсестра Поліна віддала свою кров і потрапила в госпіталь разом з ним. Там вони полюбили одне одного. Незабаром Федір пішов на фронт, потрапив у полон, в концтабір. Але він вижив. Після закінчення війни Федір повернувся додому і дізнався, що тут якийсь час жила Поліна, яка народила від нього дитину, а потім, так і не дочекавшись повернення Федора, поїхала. Після безуспішних пошуків Поліни Федір одружився з іншою.

## У ролях
- Ірина Малишева —  Поліна
- Євген Карельських —  Федір
- Віктор Шульгін —  Петро Никифорович, батько Федора
- Любов Соколова —  Агрипіна Іванівна, мати Федора
- Геннадій Нілов —  Шустов
- Олена Драпеко —  Маша Полуніна, медсестра з Сибіру
- Анатолій Рудаков —  Андрій, брат Маші
- Людмила Купіна —  Даша, сестра Федора
- Електрина Корнеєва —  мати Маші Полуніної
- Володимир Татосов —  доктор Акопян
- Тетяна Іванова —  Катя, дружина Федора
- Павло Первушин —  голова завкому
- Любов Малиновська —  Кропотова
- Наташа Кадочникова —  Вірочка, дочка Поліни
- Юля Кадочникова —  Галочка, дочка Каті
- Микола Гринько —  директор дитячого будинку
- Анатолій Столбов —  Василь Васильович, директор школи
- Олександр Суснін —  Федір Суснін
- Розалія Котович —  завідувачка адресного бюро
- Наталія Журавель —  Поліна Іванівна, фельдшерка
- Ігор Боголюбов —  Спиридон Васильович
- Костянтин Кадочников —  точильщик на вокзалі
- Тамара Тимофєєва —  продавчиня яблук
- Валерій Захар'єв —  солдат у госпіталі
- Володимир Лосєв —  поранений в госпіталі
- Людмила Ксенофонтова —  дружина Акопяна
- Микола Федорцов —  солдат в госпіталі
- Олександр Дем'яненко —  поранений солдат в госпіталі з фляжкою в чоботі
- Сергій Власов —  офіцер з гармошкою
- Гелена Івлієва —  бібліотекарка
- Галина Стеценко —  гостя Бочкарьових
- Павло Кадочников —  провідник

## Знімальна група
- Сценарій і постановка — Павла Кадочникова
- Оператор-постановник — Олександр Чіров
- Художник-постановник — Олексій Федотов
- Композитор — Владислав Кладницький
- Звукооператор — Євген Нестеров